# Bränning (våg)
För andra betydelser, se Bränning.

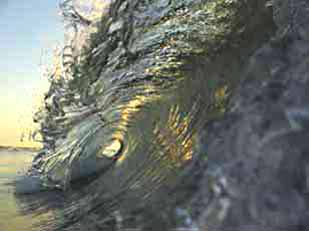
Brytande våg.

Bränning är ett slags brottsjö, eller framrullande vattenvåg som bryts mot kustformationer eller grund (grundbrott). På engelska kallas det för breaker eller surf. Det svenska ordet kommer från lågtyskans/nederländskans brandung.